# Grantia compressa
Grantia compressa är en svampdjursart som först beskrevs av Fabricius 1780.  Grantia compressa ingår i släktet Grantia och familjen Grantiidae. Arten är reproducerande i Sverige. Inga underarter finns listade i Catalogue of Life.

## Bildgalleri

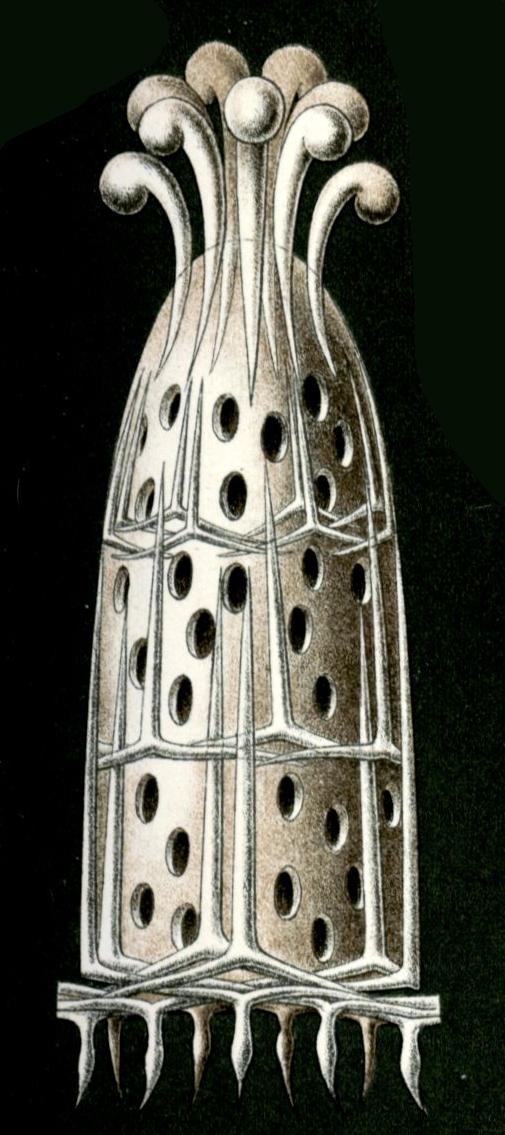
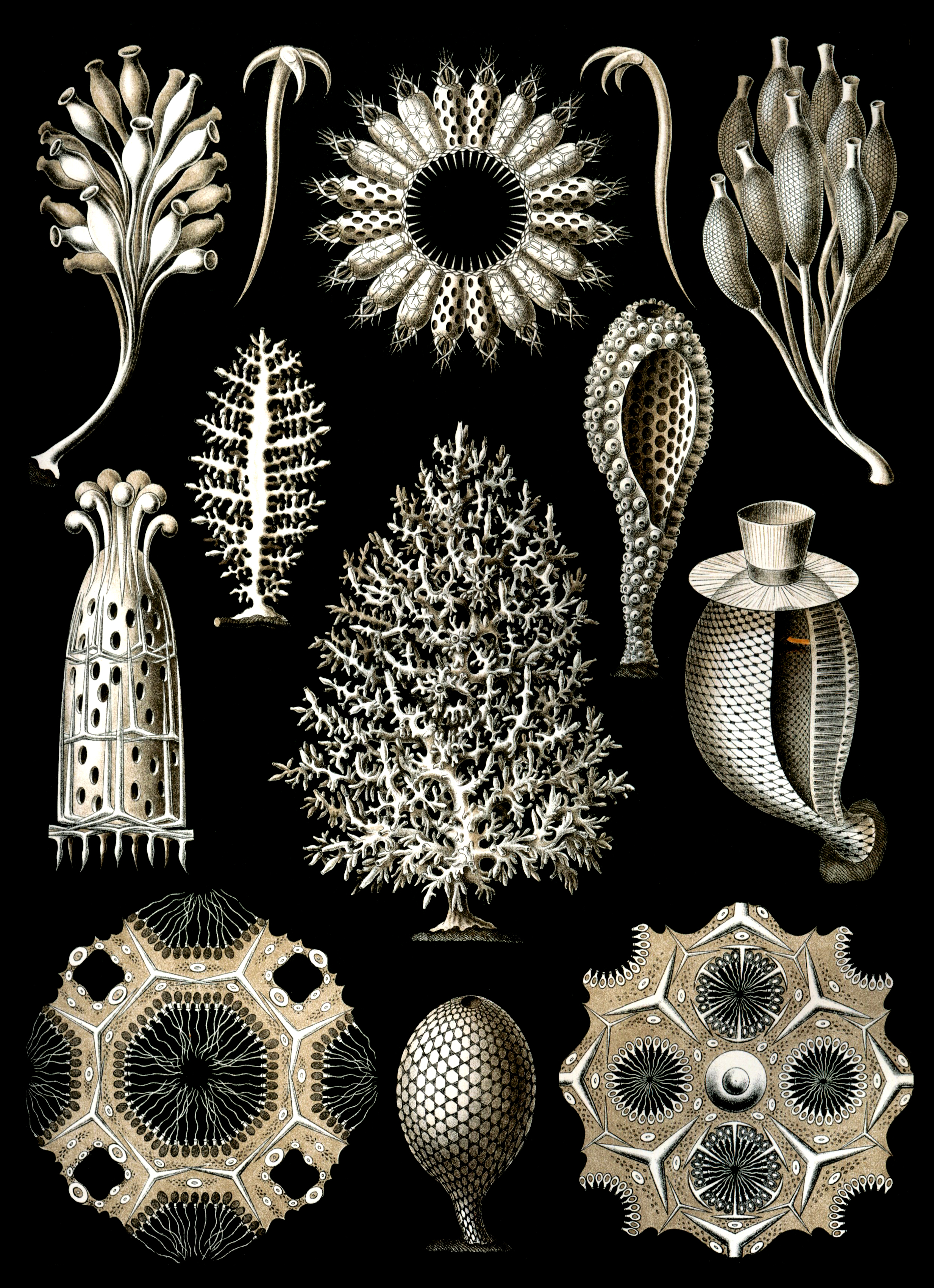
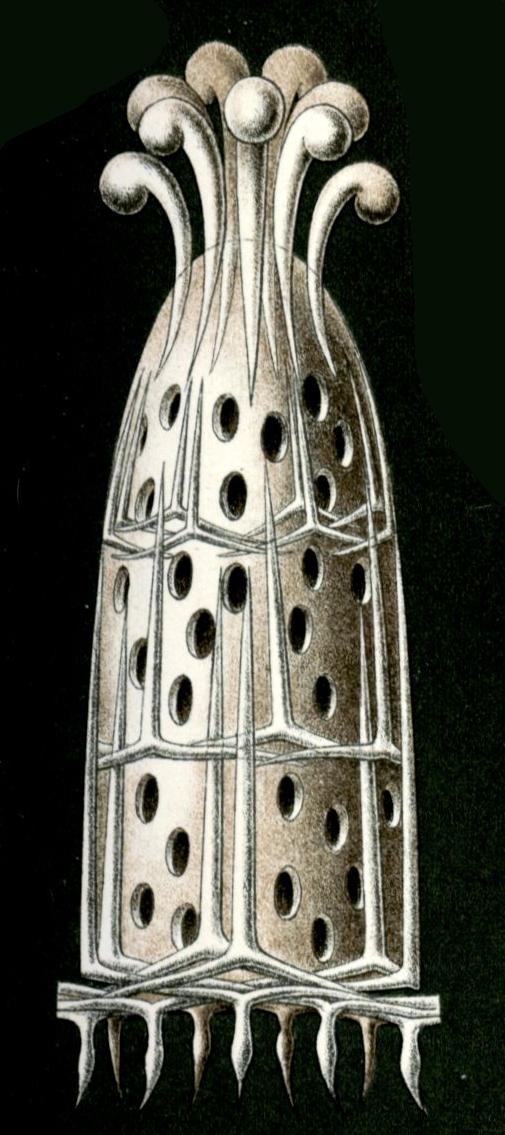